# 南島線
南島線（なんとうせん）は伊勢市駅 - 紀伊長島駅間に計画された鉄道路線（未成線）。通常は国鉄南島線または国鉄南島路線と称する。

## 概要
計画では参宮線伊勢市駅を起点に五十鈴川に沿って剣峠を越え、南勢町五ヶ所浦から熊野灘沿いに紀勢町錦を経て、紀勢本線紀伊長島駅を終点とする約60kmの路線としている。鉄道敷設法別表第75号の4に規定される予定線。
1962年（昭和37年）4月に行われた衆議院運輸委員会および参議院運輸委員会での運輸省説明では「昭和34年7月紀勢線が全通してから紀南方面への旅客は激増しているが、大内山 - 紀伊長島間の連続する急勾配が大きな隘路の一つとなっている現状である。紀南地方の開発として重要な唯一の幹線を、この鉄道を建設することにより改良することができるとともに、伊勢志摩国立公園地帯と吉野熊野国立公園地帯を結ぶ回遊ルートの形成としても期待される路線である。」としている。

## 沿革
1918年（大正7年）に衆議院議員浜田国松（濱田國松）が初めて計画したとされている。
一時は期成促進委員会を発足、設計図までこぎつけたが、戦争で中断する。しかし、鉄道省は当時「紀勢線が全通したら南島線の新設も考える」と言明していたとされており、1959年（昭和34年）の紀勢本線全通を前にした1957年（昭和32年）、三重県と伊勢市、南勢町、南島町、紀勢町、紀伊長島町の1市4町で「国鉄南島線新設促進期成同盟会」を発足させ、予定線編入と紀勢線全通後の建設着手を中央に働きかけることを決議した。
その後、1962年（昭和37年）に開かれた鉄道建設審議会で「南島線」が予定線に編入される。

### 年表
- 1957年（昭和32年）11月22日 - 「国鉄南島線新設促進期成同盟会」が伊勢市で発足する[4][5]。
- 1962年（昭和37年）3月28日、29日 - 東京で開催された鉄道建設審議会で「南島線」が予定線に編入される[1][2]。
- 1962年（昭和37年）5月12日 - 鉄道敷設法別表に「七十五ノ四 三重県伊勢ヨリ長島ニ至ル鉄道」（南島線）が追加される[6]。
- 1967年（昭和42年）11月24日 - 国鉄南伊勢線建設促進期成同盟会と合同で「国鉄南島線・南伊勢線早期建設促進大会」を伊勢市で開催する[7][8]。
- 1987年（昭和62年）4月1日 - 鉄道敷設法廃止、建設の法的根拠を喪失。